# Windpassing (Hauzenberg)
Windpassing  ist ein Gemeindeteil der Stadt Hauzenberg und eine Gemarkung im niederbayerischen Landkreis Passau.
Das Dorf liegt etwa sechs Kilometer südlich von Hauzenberg an der Kreisstraße PA 40.

## Geschichte
Windpassing gehörte zum Amt Hauzenberg des Landgerichtes Oberhaus im Hochstift Passau. Der Ort wurde 1803 mit dem größten Teil des hochstiftischen Gebietes zugunsten Ferdinands von Toskana säkularisiert. Seit den Friedensverträgen von Brünn und Preßburg 1805 gehört der Ort zu Bayern. Die Landgemeinde Windpassing wurde 1818 durch das bayerische Gemeindeedikt begründet. Dies erfolgte durch Teilung des Steuerdistriktes Jahrdorf, wobei aus dessen südlichem Teil die Gemeinde Windpassing, aus dem nördlichen Teil die Gemeinde Jahrdorf hervorging. Am 1. Januar 1972 wurden die Gemeinden Germannsdorf, Jahrdorf, Raßreuth und Windpassing in den Markt Hauzenberg eingegliedert.